# Sdorica 萬象物語
《Sdorica 萬象物語》是一款由雷亞遊戲開發兼發行的角色扮演遊戲，於2018年4月19日在Android和iOS平台上發行（多語言版），採免費下載及商城內購制。該遊戲早於2013年便開始計劃，於2014年起投入製作，共花費了超過四年的時間所開發。《Sdorica 萬象物語》發行後獲得了普遍好評，並在短短不到一個月內突破了500萬次的下載數。

## 系統

### 基本遊玩方式

《Sdorica 萬象物語》的戰鬥畫面。

《Sdorica 萬象物語》主要以橫式的方式在手機上遊玩，角色和戰鬥場景的美術風格為2D。玩家必須透過編排角色組成隊伍，讓隊伍以回合制進行戰鬥，並且有許多策略成分。玩家可透過操控70位以上的主要角色及其技能（防禦、攻擊、補助三種類型），來挑戰各種不同難度或類型的關卡。遊戲方式主要以消除金、黑、白三色，一、二、四（或一、二、三）个魂能的方式進行，以讓三種位置的角色施展出對應的技能。
本遊戲提供的關卡分為：
- 探索關卡：為玩家提供培養角色之素材的關卡，關卡中可以藉由點擊背景物件，深入了解遊戲劇情的世界觀。
- 挑戰關卡：此處關卡難度最高，為給予玩家測試隊伍實力的訓練關卡。
- 角色故事：包含角色個人故事，與給予遊玩建議的「旅程」關卡。原本進入途徑只在角色魂冊中的按鈕，但後來因玩家建議，製作組遂直接放在主畫面。

此外，該遊戲也供玩家可透過額外付費的方式來購買透晶石、礼包等虛擬寶物来增进游戏乐趣。

### 探索系統
為2019年1月23日新增，關卡類型多為短篇RPG或Roguelike遊戲，其中還可以在關卡內收集物品，並儲存於倉庫內，並合成其他可以幫助角色在關卡內生存的物品。

## 故事大綱

### 第一季《Sdorica -Sunset-》(太阳王国)
故事敘述曾被創世巨龍「斯多利卡」所統治的絕望世界，在永生者凡泰緹解放後而產生了一種被稱作「魂能」的能量，以使許多新的生命誕生且循環於此。但在光彩亮麗的奇幻故事背後，藏於黑暗中的邪惡勢力也蠢蠢欲動。
玩家身為傳承一派的「諦視者」，必須謹守觀察者的身分，以「萬象之書」記錄各地所發生的重大事件。

### 第二季《Sdorica -Mirage-》(蜃景)
「混血者之翼，將捲走遮挡太陽的偽王。」歷經各種曲折和紛亂後，太陽王國內戰終於結束，而再次升起的太陽，將照耀凡泰緹大陸。但故事永遠不會完結……隨之而來的究竟是美好結局？還是迎向幻滅的命運？眾人懷抱著各自的理想，「向著希望前進。」

### 第三季《Sdorica -Eclipse-》(日蚀)
沙漠王國與符文學院的事件結束後，太陽與沙漠王國的女王安潔莉卡與黛安娜，收到了來自東方聯邦的比武大會邀請函，然而信件卻是陷阱，兩人隨即被信中的火藥炸傷。作為聯邦人質在麒麟族領地生活的蟲族公主汀朵依姆，偶然獲得了一個回鄉探望的機會，卻捲入了一場新的紛爭。而回鄉的龐、米蘭達，受梨花邀請前來的蒂卡、艾利歐，做為使節的艾斯、甲申也各自來到東方聯邦。
決定下任盟主的比武大會開始的同時，潛伏在東方聯邦的龍神教派，這次的目的又是如何？

### 第四季《Sdorica -Aurora-》(极光)
命运的脚步向着极光笼罩的北方而去。 离乡的人寻找着回家的路， 将过往化为自己前进的动力。 呼喊着希望的声音，最后将会收到谁的回应……

## 角色
| 角色                                                | 稱號           | 站位 | 生日         | 故事線        | 技能書 | SP | MZ | OS | DR | 聲優         |
| 安潔莉亞・卡洛斯 【Angelia Carlos】                 | 復國之公主     | ■    | 露月十六日   | 《-Sunset-》  | 是     | 是 | 是 | 否 |    | 雨宮天       |
| 娜雅・羅塞特 【Naya Rosset】                        | 天箭神射       | ■    | 雪月一日     | 《-Sunset-》  | 是     | 是 | 是 | 否 |    | 久川綾       |
| 希歐・亞爾德席克 【Sione Aldric】                   | 斬空之劍       | ■    | 冰月六日     | 《-Sunset-》  | 是     | 是 | 是 | 是 |    | 川澄綾子     |
| 迪蘭・雷翁 【Dylan Levon】                          | 護衛王之盾     | ■    | 露月十二日   | 《-Sunset-》  | 是     | 是 | 否 | 否 |    | 伊丸岡篤     |
| 西奧多・卡洛斯 【Theodore Carlos】                  | 獅心霸王       | ■    | 霜月二十日   | 《-Sunset-》  | 是     | 是 | 否 | 否 |    | 中田讓治     |
| 龐 【Pang】                                         | 武學大師       | ■    | 海月二十九日 | 《-Sunset-》  | 是     | 是 | 否 | 否 |    | 稻田徹       |
| 蒂卡・雪法利爾 【Tica Chevalier】                   | 創魂符使       | ■    | 冰月二十六日 | 《-Sunset-》  | 是     | 是 | 否 | 否 |    | 悠木碧       |
| 夏爾・瑟雷斯 【Charle Ceres】                       | 睿智之院長     | ■    | 楓月十五日   | 《-Sunset-》  | 是     | 是 | 否 | 否 |    | 立花慎之介   |
| 法蒂瑪・鷹羽 【Fatima Eaglefeather】                | 飛雷神迅       | ■    | 雪月四日     | 《-Sunset-》  | 是     | 是 | 否 | 否 |    | 中原麻衣     |
| 碎牙 【Crushfang】                                  | 威嚴窟王       | ■    | 露月五日     | 《-Sunset-》  | 是     | 是 | 否 | 否 |    | 中田譲治     |
| 刃 【Dagger】                                       | 無雙戰熊       | ■    | 雨月三日     | 《-Sunset-》  | 是     | 是 | 否 | 否 |    | 楠大典       |
| 古魯瓦德 【Golemwalt】                              | 傳說巨獸       | ■    | 未知         | 《-Sunset-》  | 是     | 否 | 否 | 否 |    | ---          |
| 納杰爾・莫里亞克 【Nigel Mauriac】                  | 霸刃創道       | ■    | 霧月七日     | 《-Sunset-》  | 是     | 是 | 否 | 否 |    | 浦田涉       |
| 黯月 【Yamitsuki】                                  | 黑夜暗殺者     | ■    | 霜月九日     | 《-Sunset-》  | 是     | 是 | 是 | 否 |    | 宮崎羽衣     |
| 璃 【Leah】                                         | 惡作劇天才     | ■    | 陽月十一日   | 《-Sunset-》  | 是     | 是 | 是 | 否 | 是 | 佐倉綾音     |
| 琉 【Lio】                                          | 家園捍衛者     | ■    | 陽月十一日   | 《-Sunset-》  | 是     | 是 | 否 | 否 |    | 小林由美子   |
| 奧斯塔・克諾維斯 【Aosta Clovis】                   | 深謀遠慮       | ■    | 霧月十八日   | 《-Sunset-》  | 是     | 否 | 否 | 否 |    | 小田柿悠太   |
| 實驗體 【Experiment】                               | 創生模組       | ■    | 炎月十日     | 《-Sunset-》  | 是     | 否 | 否 | 否 |    | ---          |
| 尼德・加西亞・阿斯納爾 【Ned Garcia Alznar】        | 沙塵神射       | ■    | 炎月二十一日 | 《-Sunset-》  | 是     | 否 | 否 | 否 |    | 立花慎之介   |
| 麗莎・歐蒂斯・艾吉拉爾 【Lisa Ortiz Aguilar】       | 魅惑舞孃       | ■    | 霞月二十八日 | 《-Sunset-》  | 是     | 是 | 否 | 否 |    | 井上喜久子   |
| 夏洛克・歐蒂斯・艾吉拉爾 【Sherlock Ortiz Aguilar】 | 富甲巨商       | ■    | 海月六日     | 《-Sunset-》  | 是     | 是 | 否 | 否 |    | 浅利遼太     |
| 芙蕾莉卡・路希翁 【Fredrica Lucien】                | 華艷魔女       | ■    | 霞月一日     | 《-Sunset-》  | 是     | 是 | 是 | 否 |    | 小清水亞美   |
| 雪爾森・卡特威爾 【Sharice Carterwell】             | 小不點王牌     | ■    | 露月二十五日 | 《-Sunset-》  | 是     | 是 | 是 | 否 |    | 釘宮理惠     |
| 諾瓦・卡潘特 【Nolva Carpenter】                    | 操偶大師       | ■    | 陽月十四日   | 《-Sunset-》  | 是     | 是 | 是 | 是 |    | 石黑千尋     |
| 羅傑・亞斯蘭 【Roger Acelin】                       | 魔臂狂刀       | ■    | 雨月三十日   | 《-Sunset-》  | 是     | 是 | 否 | 否 |    | 竹内良太     |
| 貓眼 【Kittyeyes】                                  | 晴空女傑       | ■    | 雨月十六日   | 《-Sunset-》  | 是     | 是 | 是 | 否 |    | 佐倉綾音     |
| 庫爾 【Koll】                                       | 金焰狼王       | ■    | 未知         | 《-Sunset-》  | 是     | 是 | 否 | 否 |    | 三浦礼       |
| 揚波 【Yan-Bo】                                     | 仙翁           | ■    | 楓月九日     | 《-Sunset-》  | 是     | 是 | 否 | 否 |    | 小形滿       |
| 普吉 【Puggi】                                      | 壯遊大師       | ■    | 花月十三日   | 《-Sunset-》  | 是     | 是 | 否 | 否 |    | 釘宮理惠     |
| 荷絲緹雅 【Hestia】                                 | 鏡湖天籟       | ■    | 未知         | 《-Sunset-》  | 是     | 是 | 否 | 否 |    | 中原麻衣     |
| 卡努拉 【Karnulla】                                 | 凶心魔鱷       | ■    | 炎月二十八日 | 《-Sunset-》  | 是     | 否 | 否 | 否 |    | 伊丸岡篤     |
| 賈漢・奧古斯汀 【Jahan Augustinus】                 | 超華麗貴族     | ■    | 露月三十一日 | 《-Sunset-》  | 是     | 否 | 否 | 否 |    | 子安武人     |
| 雪莉・荷瑞森 【Shirley Horizon】                    | 流光墜羽       | ■    | 楓月三日     | 《-Sunset-》  | 是     | 是 | 是 | 否 |    | KEIKO        |
| 泉 【Izumi】                                        | 殺生帖         | ■    | 楓月三十日   | 《-Sunset-》  | 是     | 是 | 是 | 是 |    | 植田佳奈     |
| 卡蓮・阿爾拉・費南德斯 【Karen Arla Fernandez】     | 榮譽商會會長   | ■    | 露月十日     | 《-Sunset-》  | 是     | 是 | 否 | 否 |    | 種崎敦美     |
| 艾利歐・瑟雷斯 【Elio Ceres】                       | 優異楷模       | ■    | 冰月八日     | 《-Sunset-》  | 是     | 是 | 否 | 否 |    | 小林由美子   |
| 海德・奧斯特 【Hyde Oust】                          | 絕代陰謀家     | ■    | 海月二十七日 | 《-Sunset-》  | 是     | 是 | 否 | 否 |    | 子安武人     |
| 傑羅姆・穆卡 【Jerome Muca】                        | 菁英輔佐       | ■    | 霞月二十二日 | 《-Sunset-》  | 是     | 是 | 是 | 否 |    | 鈴木達央     |
| 蠢熊勇士 【Dumb Bear Soldier】                      | 少根筋丈夫     | ■    | 楓月十五日   | 《-Sunset-》  | 是     | 否 | 否 | 否 |    | 吉水孝宏     |
| 莫里斯・迪特里希 【Morris Dietrich】                | 驚世之天才     | ■    | 霜月二日     | 《-Sunset-》  | 是     | 否 | 否 | 否 |    | 綠川光       |
| 雅辛托斯・弗雷 【Hyacinthus Folrey】                | 赤面疾風       | ■    | 雨月一日     | 《-Mirage-》  | 否     | 是 | 否 | 否 |    | 日笠陽子     |
| 蘇菲・李 【Sophie Lee】                             | 馬戲團靈魂人物 | ■    | 霜月二十七日 | 《-Mirage-》  | 是     | 是 | 否 | 否 | 是 | 茅野愛衣     |
| 盧恩 【Rune】                                       | 無畏戰痕       | ■    | 海月六日     | 《-Mirage-》  | 否     | 否 | 否 | 否 |    | 阿座上洋平   |
| 米莎 【Misa】                                       | 奇蹟之聖女     | ■    | 霧月四日     | 《-Mirage-》  | 是     | 是 | 否 | 否 |    | 長繩麻理亞   |
| 戴菲斯・路易斯・馬可 【Devious Lewis Marco】        | 常闇之大神官   | ■    | 楓月三十一日 | 《-Mirage-》  | 否     | 否 | 否 | 否 |    | ふくまつ進紗 |
| 甲申 【Jia-Shen】                                   | 天字號唱戲人   | ■    | 陽月十日     | 《-Mirage-》  | 否     | 是 | 否 | 否 |    | 石上裕一     |
| 洛 【Law】                                          | 武林泰斗       | ■    | 楓月一日     | 《-Mirage-》  | 是     | 是 | 否 | 否 |    | 櫛田泰道     |
| 瑪莉亞 【Maria】                                    | 超級瑪莉亞     | ■    | 炎月十五日   | 《-Mirage-》  | 是     | 是 | 否 | 否 |    | 大谷育江     |
| 雷薩・伯納德 【Lazer Bernard】                      | 死之軍武       | ■    | 冰月九日     | 《-Mirage-》  | 是     | 是 | 否 | 否 |    | 置鮎龍太郎   |
| 黛安娜・胡安・戈麥斯 【Diana Juan Gomez】           | 沙國之女王     | ■    | 雨月五日     | 《-Mirage-》  | 是     | 是 | 是 | 否 |    | 吉田聖子     |
| 瓊安・霍克 【Joan Hawke】                           | 怪盜摘星       | ■    | 炎月二十四日 | 《-Mirage-》  | 是     | 是 | 是 | 否 |    | 松浦知惠     |
| 米蘭達・阿隆索 【Miranda Alonso】                   | 力敵萬夫       | ■    | 花月八日     | 《-Mirage-》  | 是     | 是 | 是 | 否 |    | 能登麻美子   |
| 克拉克・蕭特 【Clark Shot】                         | 懶惰代言人     | ■    | 雪月十七日   | 《-Mirage-》  | 是     | 否 | 否 | 否 |    | 阪口大助     |
| 崔梨花 【Choi Li Hwa】                              | 海月宮主       | ■    | 海月二十二日 | 《-Eclipse-》 | 否     | 是 | 否 | 否 |    | 阿澄佳奈     |
| 卷雲 【Juan Yun】                                   | 麒麟族少主     | ■    | 炎月十四日   | 《-Eclipse-》 | 是     | 是 | 否 | 否 |    | 平川大輔     |
| 吉哈薩哈 【Jihasaha】                               | 護王神將       | ■    | 霧月八日     | 《-Eclipse-》 | 否     | 是 | 否 | 否 |    | 鈴木崚汰     |
| 尹勇鉉 【Yoon Yong Hyeon】                          | 護花使者       | ■    | 陽月二十九日 | 《-Eclipse-》 | 否     | 否 | 否 | 否 |    | 三瓶由布子   |
| 汀朵伊姆 【Tindoiimu】                              | 破空蝶翼       | ■    | 雪月二十七日 | 《-Eclipse-》 | 是     | 是 | 是 | 否 |    | 石川由依     |
| 孔秀賢 【Kong Soo Hyeon】                           | 絕世風華       | ■    | 露月一日     | 《-Eclipse-》 | 否     | 是 | 否 | 否 |    | 佐藤聰美     |
| 羋羋 【Baa Baa】                                    | 商會鉅子       | ■    | 海月三日     | 《-Eclipse-》 | 否     | 是 | 否 | 否 |    | 名塚佳織     |
| 艾斯・亞爾德席克 【Ace Aldric】                     | 太陽特使       | ■    | 冰月十日     | 《-Eclipse-》 | 否     | 是 | 否 | 否 |    | 內山昂輝     |
| 戰之介 【Sennosuke】                                | 遮天惡霸       | ■    | 霞月三十一日 | 《-Eclipse-》 | 否     | 是 | 否 | 否 |    | 鶴岡聰       |
| 堯 【Yao】                                          | 駭世者         | ■    | 炎月二十六日 | 《-Eclipse-》 | 是     | 是 | 否 | 是 |    | 新垣樽助     |
| 花園 千雪 【Hanazono Chiyuki】                      | 東方美人       | ■    | 霧月三十日   | 《-Eclipse-》 | 否     | 是 | 否 | 否 |    | 久保百合花   |
| 貝雅塔 【Beyata】                                   | 仙鄉紅牌       | ■    | 花月二十七日 | 《-Eclipse-》 | 否     | 是 | 否 | 否 |    | 真田麻美     |
| 雨果 【Hugo】                                       | 永恆龍衛       | ■    | 花月七日     | 《-Aurora-》  | 否     | 是 | 否 | 否 |    | 田丸篤志     |
| 安妲提爾・因格里亞 【Eidatyr Ingria】               | 征海船長       | ■    | 露月十九日   | 《-Aurora-》  | 是     | 是 | 否 | 否 |    | 泊明日菜     |
| 豐國 【Toyokuni】                                   | 神武光嵐       | ■    | 雪月二十三日 | 《-Aurora-》  | 否     | 是 | 否 | 否 |    | 綿貫龍之介   |
| 塔季蘭黛 【Tachilaanda】                            | 恣虐女王       | ■    | 霜月五日     | 《-Aurora-》  | 否     | 是 | 否 | 否 |    | 立花日菜     |
| 孔梅玉 【Gong Maeok】                               | 秀水驚濤       | ■    | 雨月十二日   | 《-Aurora-》  | 否     | 是 | 否 | 否 |    | 東内麻里子   |
| 薇多蒂爾 【Valdrir】                                | 凜然棘蔓       | ■    | 海月六日     | 《-Aurora-》  | 否     | 是 | 否 | 否 |    | 武田雛歩     |
| 芭芭拉・巴爾札克 【Barbara Balzac】                 | 幻豔風姿       | ■    | 霜月十二日   | 《-Aurora-》  | 否     | 是 | 否 | 否 |    | 丸山有香     |
| 威廉・卡洛斯 【William Carlos】                     | 灼熱之劍       | ■    | 霧月二十日   | 《-Aurora-》  | 否     | 是 | 否 | 否 |    | 濱野大輝     |
| 桑奇 【Sanchez】                                    | 受選飼手       | ■    | 陽月二十六日 | 《-Aurora-》  | 否     | 是 | 否 | 否 |    | 葉山翔太     |
| 禹 【Yu】                                           | 征剿驍將       | ■    | 霜月八日     | 《-Eclipse-》 | 否     | 是 | 否 | 否 |    | 松田健一郎   |
| 亭蔻 【Ting Ko】                                    | 螢舟華誕       | ■    | 炎月九日     | 《-Eclipse-》 | 否     | 否 | 是 | 否 |    | 武田華       |
| 柔菈 【Zola】                                       | 險灘戾刃       | ■    | 冰月二十三日 | 《-Aurora-》  | 否     | 否 | 是 | 否 |    | 佳原萌枝     |
| --------------------------------------------------- | -------------- | ---- | ------------ | ------------- | ------ | -- | -- | -- | -- | ------------ |

| 角色                     | 稱號     | 站位 | 生日         | 聯動作品     | CV         |
| 愛麗絲 【Alice】         | Hard     | ■    | 還沒想起來   | 《DEEMO》    | 竹達彩奈   |
| Deemo 【Deemo】          | 沉默之聲 | ■    | ……。         | 《DEEMO》    | ---        |
| 面具小姐 【Masked Girl】 | 彼方之影 | ■    | 不准說出去   | 《DEEMO》    | 竹達彩奈   |
| PAFF 【PAFF】            | 天音歌姬 | ■    | 霞月一日……？ | 《Cytus II》 | 上坂堇     |
| NEKO＃ΦωΦ 【NEKO＃ΦωΦ】  | 迷途野貓 | ■    | 海月二十日   | 《Cytus II》 | 花守由美里 |
| Nora 【Nora】            | 榮耀之子 | ■    | 霜月十一日   | 《Cytus II》 | 石見舞菜香 |
| Ivy 【Ivy】              | 覺醒之軀 | ■    | 冰月十八日   | 《Cytus II》 | 河瀨茉希   |
| ConneR 【ConneR】        | 名門之後 | ■    | 炎月二十三日 | 《Cytus II》 | 竹内荣治   |
| Cherry 【Cherry】        | 水晶之聲 | ■    | 霧月六日     | 《Cytus II》 | 菲魯茲·藍  |
| ------------------------ | -------- | ---- | ------------ | ------------ | ---------- |

| 角色                             |
| 澪 【Rei】                       |
| 蕪 【Uzziah】                    |
| 狂嘯 【Furygrowl】               |
| 尼古拉 【Nikola】                |
| 凡妮莎 【Vanessa】               |
| 雷爾夫・拉朗德 【Ralph Lavande】 |
| 安妮 【Annie】                   |
| 貝蒂 【Betty】                   |
| 卡拉 【Cara】                    |
| 費絲 【Feiz】                    |
| 高修・伊羅爾 【Gotthold Irol】   |
| 玫瑰 【Rose】                    |
| 柔菈 【Zola】                    |
| 桑奇 【Sanchez】                 |
| 潔娜瑪 【Jiyanama】              |
| 亭蔻 【Ting Ko】                 |
| 陽葵 【Himawari】                |
| 舜 【Shun】                      |
| 禹 【Yu】                        |
| -------------------------------- |

## 季節
| 春        | 夏        | 秋         | 冬         |
| 花月：2月 | 海月：5月 | 露月：8月  | 霜月：11月 |
| 霞月：3月 | 陽月：6月 | 霧月：9月  | 雪月：12月 |
| 雨月：4月 | 炎月：7月 | 楓月：10月 | 冰月：1月  |
| --------- | --------- | ---------- | ---------- |

## 發行
《Sdorica 萬象物語》早於2013年便開始擬訂初步企劃，並於2014年起投入開發。2015年12月，開發商兼發行商雷亞遊戲將該遊戲正式對外公布。2017年4月，該遊戲在臺灣推出封閉測試。《Sdorica 萬象物語》原定於2016年推出，但後來延期2017年，最終才確定於2018年春季推出。2017年12月9日，在雷亞嘉年華－RayarkCon 2017的活動上，雷亞首次公開了完整的遊戲片頭動畫開場。
《Sdorica 萬象物語》於2018年2月23日開放事前登錄，同時也透露了遊戲內的日文配音員陣容，包括雨宮天（為安潔莉亞配音）、浦田涉（為納杰爾配音）及中田讓治（為碎牙、西奧多配音）等。2018年4月19日，該遊戲正式於Android和iOS平台上架發行。

### 《Sdorica X DEEMO》《往日间奏》
2018年11月7日遊戲與雷亞另一作品《Deemo》展開合作活動，推出联动角色愛麗絲（竹達彩奈配音）、面具女孩（竹達彩奈配音）、Deemo，並第一次在遊戲活動中開放具有物品蒐集與路線分歧元素的「探索關卡」。

### 《Sdorica X CytusII》《Reset》
遊戲与雷亚另一作品《Cytus2》展开合作, 由诺瓦视角展开, 主题为诺瓦在神秘的工房中遇见来自异世界的少女们的冒险故事, 推出联动角色Nora、Paff、Ivy、ConneR、Cherry。

### 《Sdorica X Mandora》《嫩芽奇遇记》
遊戲与雷亚另一作品《Mandora》展开合作, 以雪尔森视角展示了Mandora王国的冒险故事, 推出联动角色雪尔森SP、杨波SP、普吉SP、夏洛克SP。

### 《Sdorica X 地下城物语》
游戏与《地下城物语》展开合作,为「探索關卡」 。

### 《Sdorica X 城市一族》《城市女王的秘密點心！》
購買憑序號抽虛寶，期間推出安潔莉娜造型書 城市女王

## 反響
截至2018年4月13日，《Sdorica 萬象物語》於全球的事前登錄玩家超過了150萬，並即將突破200萬人次。截至2018年4月30日，該遊戲於全球的下載數突破了250萬次，每日活躍的用戶超過100萬名。截至5月11日，該遊戲的全球下載數突破了500萬次。
《Sdorica 萬象物語》發行後不久就曾在臺灣的App Store排行榜登上第二名（約4月30日至31日），並於日本時間5月7日在App Store及Google Play登上第五名，其他國家和地区包括香港（第十名）、韓國（第二十七名）和日本（第七十九名）。
在《Sdorica 萬象物語》的公測期間，網站的胡安·保羅·佩雷尼亞（Juan Paulo Pereña）給了它4.5分（滿分5分）的評價，他認為雖然有一些缺陷，但仍感受得到《Sdorica 萬象物語》的誠意。
該遊戲在發行後整體獲得了正面居多的評價。在網站上获评3.4分（滿分5分）。在Fami通APP網站的（RPG類）「2018年4月發行的新遊戲排行榜」中，它將《Sdorica 萬象物語》排於第四名。Pocket Gamer的哈利·斯萊特（Harry Slater）給了該遊戲8星（滿分10星）的評價，並將其形容為：「一款風格很不錯的角色扮演遊戲」；但也認為：「這不會符合每個人的口味，但如果你喜歡手機遊戲那種能令人分心的事物，那這便有很多是你所想要的。」網站的克里斯汀·陳（Christine Chan）稱讚了遊戲中的視覺、過場動畫、配樂和流暢的演出。

## 衍生作
2017年7月5日，官方與台灣角川合作推出了該遊戲的前傳小說《Sdorica-Before Sunset-萬象物語·西奧多篇》，由作家月亮熊所執筆。2018年4月28日，月亮熊宣布將於同年6月16日舉辦前傳小說的簽書會，而第二部小說則在計劃中。
2018年7月24日，據報導，第二部小說兼外傳小說《Sdorica -After Sunset- 萬象物語．納杰爾篇》於第19屆漫畫博覽會上首度販售，同由月亮熊執筆。
第三部外传小说《Sdorica - Before Mirage -》， 由月亮熊执笔，连载于线上Sdorica官方网站。

## 外部連結
- 官方网站（中文）
- Sdorica 萬象物語的Facebook專頁（臺灣）
- Sdorica 萬象物語的X（前Twitter）（日本）